# Passage souterrain Henri-Gaillard
Le passage souterrain Henri-Gaillard est une voie située dans le 16e arrondissement de Paris, en France. Ce souterrain a été comblé et n'existe plus depuis les travaux du prolongement de la ligne de tramway T3 dont le terminus est Porte Dauphine.

## Historique
Dans le cadre du prolongement de la ligne 3b du tramway d'Île-de-France, le passage est fermé depuis 13 octobre 2020. 